# مارتي مارتن
مارتي مارتن (بالإنجليزية: Marty Martin)‏ هو سياسي أمريكي، ولد في 5 أغسطس 1951 في الولايات المتحدة. حزبياً، نشط في الحزب الديمقراطي. وقد انتخب عضو مجلس ولاية وايومنغ وانتخب عضو مجلس نواب وايومنغ.